# Kanker

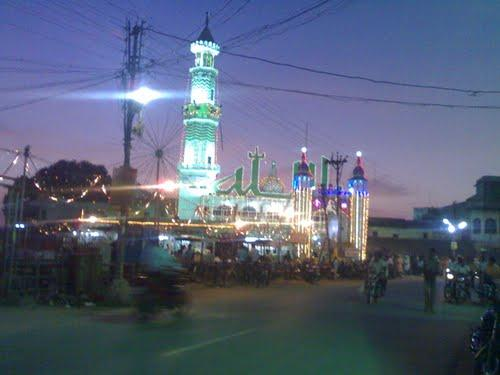
Kanker.

Kanker är en stad i den indiska delstaten Chhattisgarh, och är huvudort för ett distrikt med samma namn. Folkmängden uppgick till 27 541 invånare vid folkräkningen 2011, med förorter 37 442 invånare.